# Heidar-7
Der Heidar-7 ist ein Schützenpanzerwagen aus iranischer Produktion und im Wesentlichen eine umfangreiche Kampfwertsteigerung des aus sowjetischer Produktion stammenden BTR-60PB aus den 1960er-Jahren.
Am 24. September 2017 erfolgte die erstmalige öffentliche Verstellung eines Heidar-7-Prototyps.

## Konstruktion

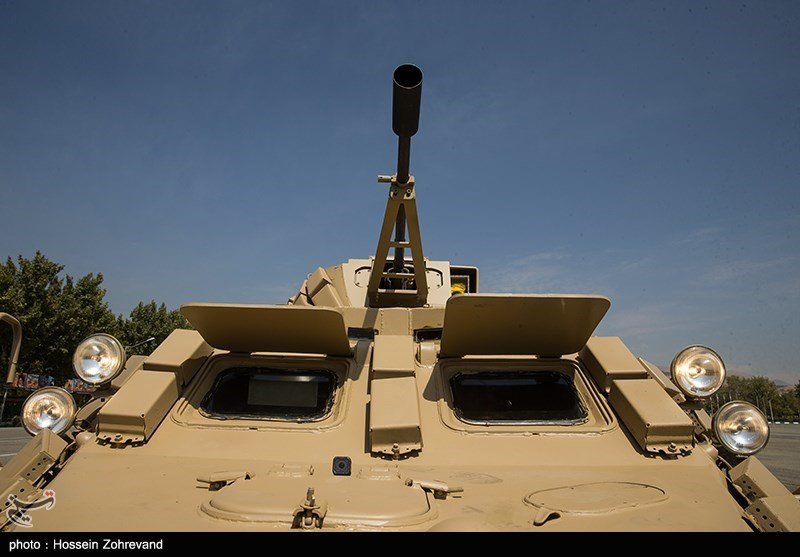
Die 23-mm-Maschinenkanone 2A14

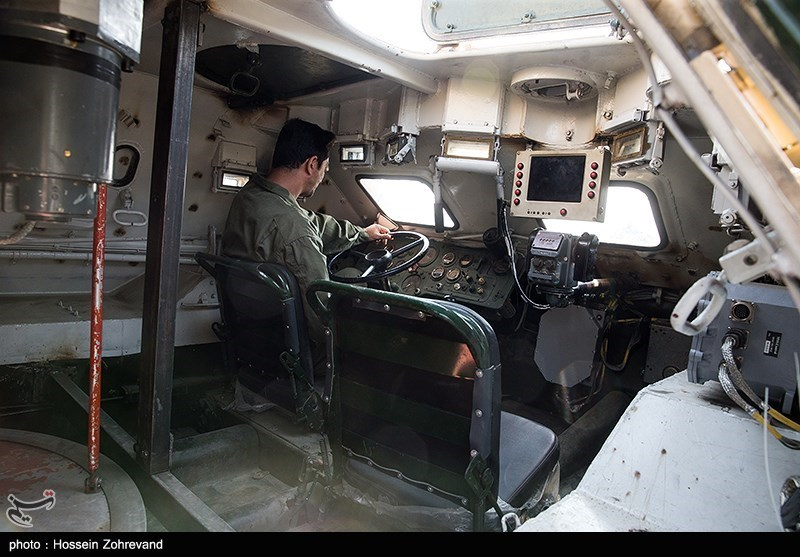
Innenansicht des Heidar-7; zu sehen ist der Bildschirm der fernbedienbaren Waffenstation

Die iranischen Streitkräfte verfügen über mindestens 200 BTR-60PB, die nach der iranischen Revolution in den 1980er-Jahren von der Sowjetunion zugekauft wurden. Das aus den 1950er-Jahren stammende Fahrzeug entsprach technisch nicht mehr den aktuellen Anforderungen der iranischen Armee, weshalb eine Kampfwertsteigerung initiiert wurde, die zum Modell Heidar-7 führte. Die Wanne ist hinsichtlich der Abmessungen und der Panzerung identisch mit der des BTR-60PB. Die sieben Millimeter starke Panzerung wurde zusätzlich mit einer Kontakt-1-Reaktivpanzerung versehen, die  in Form von Kacheln auf die passive Stahlpanzerung aufgelegt wurden. Typischerweise arbeiten Reaktivpanzerungen mit Sprengstoff, um die kinetische Energie des eintreffenden Projektils abzufangen. Explodiert der Sprengstoff der Reaktivpanzerung, wird die Wirkung der Granate dadurch zu einem Teil kompensiert. Der andere Teil soll durch den passiven Panzerstahl aufgefangen, die allerdings mit sieben Millimetern nicht ausreichend sein dürfte.

## Bewaffnung
Die hinsichtlich Bewaffnung signifikanteste Aufwertung im Vergleich zum BTR-60PB ist ein neu gestalteter Geschützturm. In einem völlig neu gestalteten und nach iranischen Angaben sogar fernbedienbaren Turm ist eine 23-mm-Maschinenkanone 2A14, quasi eine Hälfte der 23-mm-Flugabwehrkanone SU-23, untergebracht. Eine Besonderheit ist ein Ladeautomat für die stabilisierte Hauptwaffe.
Die Zieloptik ist neben der Rohrwaffe verbaut.
Zudem befindet sich Reaktivpanzerung in Form diverser Kacheln an der Außenseite des Turms.